# Brendan Doyle
Brendan Doyle (ur. 1913, zm. 28 września 1995) – australijski lekkoatleta, długodystansowiec.
Podczas igrzysk Imperium Brytyjskiego (1938) zajął 10. miejsce w biegu na 6 mil.
24 września 1938 w Sydney ustanowił wynikiem 2:42:27 rekord Australii w maratonie.